# Renault Dauphine
El Renault Dauphine fou un automòbil concebut per Renault la dècada de 1950 com a successor del Renault 4CV, del qual heretava la seua configuració amb quatre portes i el motor que també anava situat al darrere. Totes les versions van compartir el mateix motor de 845cc amb una potència entre els 31 CV i els 55 CV de la versió R1093.
Del Dauphine se'n van produir a França 2.021.152 unitats entre 1956 i 1968, bona part de les quals van ser exportades als Estats Units. FASA va produir 125.912 exemplars a Valladolid. També va ser produït a Argentina i Brasil.
El Dauphine va tenir la seua versió italiana, Alfa Romeo el va produir a Milà sota llicència a partir de 1960.
Al llarg de la seua vida comercial el Dauphine va rebre altres denominacions com Renault Ondine, per a la versió més luxosa, i Renault Gordini per a les versions més potents. Tot i que no es pot considerar un cotxe esportiu, el Dauphine va aconseguir alguns èxits en competició, destacant la victòria al Ral·li de Montecarlo de 1958.
Inicialment el sistema elèctric del Dauphine era de 6V, la caixa de canvis de 3 velocitats i els frens de tambor a les quatre rodes. Amb el temps i començant per les versions més luxoses els Dauphine van acabar sent de 12V, amb quatre velocitats i frens de disc a les quatre rodes. Bona part de les millores que va incorporar el Dauphine procedien del Renault 8, model que el va substituir, però amb el qual va conviure uns quants anys.
La mecànica del Dauphine, heretada del 4CV va fer que el cotxe fos considerat fiable en alguns mercats. No va ser així als Estats Units, on una carrosseria poc resistent a la corrosió i uns conductors gens avesats a les caixes de canvi manuals van fer malbé la reputació de la marca. A Espanya el Dauphine es va guanyar el malnom de "cotxe de les vídues" degut als problemes d'estabilitat i la tendència a sortir-se'n de la carretera.